# 플로레스관코박쥐
플로레스관코박쥐(Murina florium)는 애기박쥐과에 속하는 박쥐의 일종이다. 오스트레일리아와 인도네시아 그리고 파푸아뉴기니에서 발견된다.

## 특징
작은 박쥐로 몸길이가 38~57mm이고 전완장이 33~36.9mm, 꼬리 길이가 31~39mm이다. 발 길이는 7.6~9mm, 귀 길이는 10.6~15mm, 몸무게는 최대 9g이다. 털은 길고 무성하고 양털처럼 부드럽다. 등쪽 털은 불그스레한 갈색부터 회색빛 갈색까지 다양하지만 배쪽은 회색이다. 주둥이 좁고 가늘며 길다. 눈은 아주 작다. 귀는 타원형으로 뒷쪽 가장자리 부위의 깊은 구멍 하나와 함께 서로 잘 분리되어 있다. 이주는 피침형 모양이다. 발은 작고 털로 덮여 있다.

## 생태
풀과 건물, 동물 속에서 홀로 또는 작은 무리를 지어 은신한다. 먹이는 곤충이다.

## 분포 및 서식지
소순다 열도와 술라웨시섬, 말루쿠 제도, 파푸아뉴기니, 비스마르크 제도, 오스트레일리아 퀸즐랜드주에 널리 분포한다. 해발 400m와 2,800m 사이의 우림과 건조 또는 습윤 경엽수림에서 서식한다.

## 아종
3종의 아종이 알려져 있다.
- M. f. florium - 플로레스섬, 숨바와섬, 술라웨시섬 북부와 남동부, 부톤섬, 카배나, 펠렝섬
- M. f. lanosa (Thomas, 1910) - 뉴기니섬, 뉴브리튼섬, 움보이, 퀸즐랜드주 북동부
- M. f. toxopei (Thomas, 1923) - 암본, 바칸, 부루, 스람, 고람